# Perrona perron
Perrona perron is een slakkensoort uit de familie van de Clavatulidae. De wetenschappelijke naam van de soort is voor het eerst geldig gepubliceerd in 1791 door Gmelin.